# Al-Watan-Partei (Libyen)
Die al-Watan-Partei (arabisch حزب الوطن, DMG Ḥizb al-Waṭan, deutsch Vaterlandspartei oder Libysche Nationalpartei) ist eine konservativ-islamistische Partei in Libyen. Sie wurde im November 2011 nach dem libyschen Bürgerkrieg und dem Sturz der Libyschen Dschamahirija gegründet. Zum Zeitpunkt der Gründung hatte sie den provisorischen Namen Nationale Sammlung für Freiheit, Gerechtigkeit und Entwicklung.
Die Vaterlandspartei wird von Ali al-Sallabi unterstützt, einem einflussreichen islamischen Kleriker. Weitere Mitglieder sind Abd al-Hakim Balhadsch, der ehemalige „Emir“ der Libyschen Islamischen Kampfgruppe, Mahmoud Hamza, Ali Zeidan und Mansour Saif al-Nasar. Sallabi hat enge Verbindungen zu Yusuf al-Qaradawi, dem spiritueller Führer der internationalen Muslimbruderschaft.
Die al-Watan-Partei ruft zu einer „gemäßigten“ islamischen Demokratie auf und verlangt gleichzeitig, die neue libysche Verfassung auf der Grundlage der Scharia zu entwerfen. Sie hat inzwischen Büros in 27 libyschen Städten.